# Mortons neuralgie
Mortons neuralgie is een zenuwbeknelling in de voet. 
Bij Mortons neuralgie raakt de zenuw meestal bekneld tussen de kopjes van het derde en vierde middenvoetsbeentje (tussen andere middenvoetsbeentjes is ook mogelijk).
Deze aandoening komt meestal voor in combinatie met een voetafwijking zoals een spreidvoet, holvoet en Hallux valgus alsmede bij sport- en beroepsletsel. Ook kan het het resultaat zijn van hoge hakken, slechte doorbloeding van de middenvoetsbeentjes. Als deze even lang zijn kunnen ze tegen elkaar komen te liggen en als het middenvoetsbeentje van de grote teen korter is dan de rest kan er een overbelasting van de andere plaatsvinden.
De symptomen zijn een hevige stekende pijn in de voorvoet en tenen en tintelende tenen. De pijn wordt erger bij samenknijpen of druk op de voet en vermindert bij zitten of liggen. Het komt het meest voor bij vrouwen tussen de 25 en 40 jaar, dit vanwege het schoeisel.
Mogelijke behandelingen zijn aangepast schoeisel met drukontlastende steunzolen en in het uiterste geval chirurgie.